# Hippokratova přísaha (Star Trek: Stanice Deep Space Nine)
Hippokratova přísaha (v anglickém originále Hippocratic Oath) je v pořadí čtvrtá epizoda čtvrté sezóny seriálu Star Trek: Stanice Deep Space Nine.

## Příběh
Doktor Bashir a Miles O'Brien se runaboutem vrací na stanici Deep Space Nine z geologického výzkumu na planetě Merik III v Gamma kvadrantu. Proti očekávání tak činí o dva dny dříve. Během zpáteční cesty spolu probírají Milesovy osobní problémy s manželkou, které se nelíbí, že si z jejich ložnice udělal pracovnu. Senzory poté zaznamenají neznámý magnetonový puls vycházející ze soustavy Bopak, který podle Milese často vytváří poškození warp jádro. Po příletu k planetě, která není obydlená a ani se v její blízkosti nenachází obchodní trasa, pohltí runabout plazmové pole a loď nouzově přistane na povrchu. Krátce po vystoupení z plavidla obklopí Bashira a O'Briena skupina Jem'Hadarů, kteří je vezmou do zajetí. Zpočátku hrozí oběma poprava, ale k Bashirově překvapení tato skupina již nepatří k Dominionu. Jsou to dezertéři, kteří nesnáší nadřízené Vorty, a chtějí se zbavit závislosti na ketracelu bílém, droze, která jim byla genetickými manipulacemi vnucena Tvůrci. Vůdce Jem'Hadarů, Goran'Agar, na planetě ztroskotal před třemi lety a když mu došly zásoby ketracelu, očekával smrt. Místo toho ho planeta vyléčila a on se sem vrátil, aby vyléčil také své muže. Jenže tento postup nezabírá a po Bashirovi chce, aby je během pěti dnů, po kterých jim dojdou zásoby, vyléčil. Julien k tomu potřebuje Milesovu pomoc, jenže ten nesouhlasí a pokusí se Jem'Hadary přemoct. Po neúspěšném pokusu dojde mezi oběma muži k názorovému rozkolu: zatímco Bashir chce Jem'Hadary vyléčit a tak je osvobodit, O'Brien to bere jako pomáhání nepříteli. Julien tak musí Milese k pomoci přinutit rozkazem, ale ten svou práci sabotuje a uteče do pralesa. Doktor tak nedokáže závislost vyléčit, navíc Goran'Agar začne projevovat některé známky lidskosti a soucitu, čímž narazí na nepochopení u svých druhů. Ztráta jeho velitelské pozice by znamenala smrt pro oba muže. Goran'Agar je nechce zabít, takže se obrátí proti vlastním lidem a nechá Juliena a Milese odletět z planety. Rozdílnost v názorech na řešení situace pokračují i v cestě na stanici, ale alespoň oba uznají argumenty toho druhého, takže jejich přátelství není ohroženo.
Worf jako velitel strategických operací na stanici nemá co dělat, a tak sleduje Quarkovy zákazníky. Jeden z nich, Regana Tosh, má policejní záznam a je známý pro svou spolupráci s markalijskými pašeráky, což se Worfovi samozřejmě nelíbí. V přítomnosti kapitána Siska si dokonce stěžuje na Odovu laxnost a neochotu zasáhnout, což se šéfovi bezpečnosti samozřejmě nelíbí, ale na svých postupech nehodlá nic měnit. Sisko Oda v této situaci podpoří. Worf zjistí další kompromitující informace proti Quarkovi, ale ani Odovo ujištění, že se o situaci postará, mu nestačí. Sleduje Quarka a vidí ho při předávání zakázaného materiálu, jenže nikdo nezasáhne. Následuje ostrá slovní výměna s Odem, po které se Klingon rozhodne Quarka a Regana Toshe zatknout. Při provádění zatýkání se náhle taška změní v Oda: ten vedl celou dobu tajné vyšetřování, jehož cílem bylo dostat se na pašerákovu loď a poté se infiltrovat do markalijské pašerácké bandy. Worfův gambit mu celou akci zhatil, takže je oprávněně naštvaný. Klingon se při setkání se Siskem přizná ke svému selhání, ale velitel stanice ho poučí o tom, že situace na stanici není tak jednoznačná, jako na hvězdné lodi, a bude se muset ještě mnoha věcem přiučit.

## Zajímavosti
- Ústředním motivem a názvem epizody je Hippokratova přísaha.